# União das Freguesias de Tagilde e Vizela (São Paio)
União das Freguesias de Tagilde e Vizela ist ein Ort und eine Gemeinde (Freguesia) im Kreis (Concelho) von Vizela im Norden Portugals. Die Gemeinde umfasst eine Fläche von 5,25 km² und hat 3.364 Einwohner.
Sie entstand im Zuge der Gebietsreform vom 29. September 2013, durch den Zusammenschluss der beiden ehemaligen Gemeinden Tagilde und São Paio de Vizela.
Tagilde wurde Sitz der neuen Gemeinde.